# José Van Tuyne
José Daniel van Tuyne (Rosario, 1954. december 13. –) argentin válogatott labdarúgó. 

## A válogatottban
1979 és 1982 között 11 alkalommal szerepelt az argentin válogatottban. Részt vett az 1979-es Copa Américan és az 1982-es világbajnokságon.